# Equip de vint mules

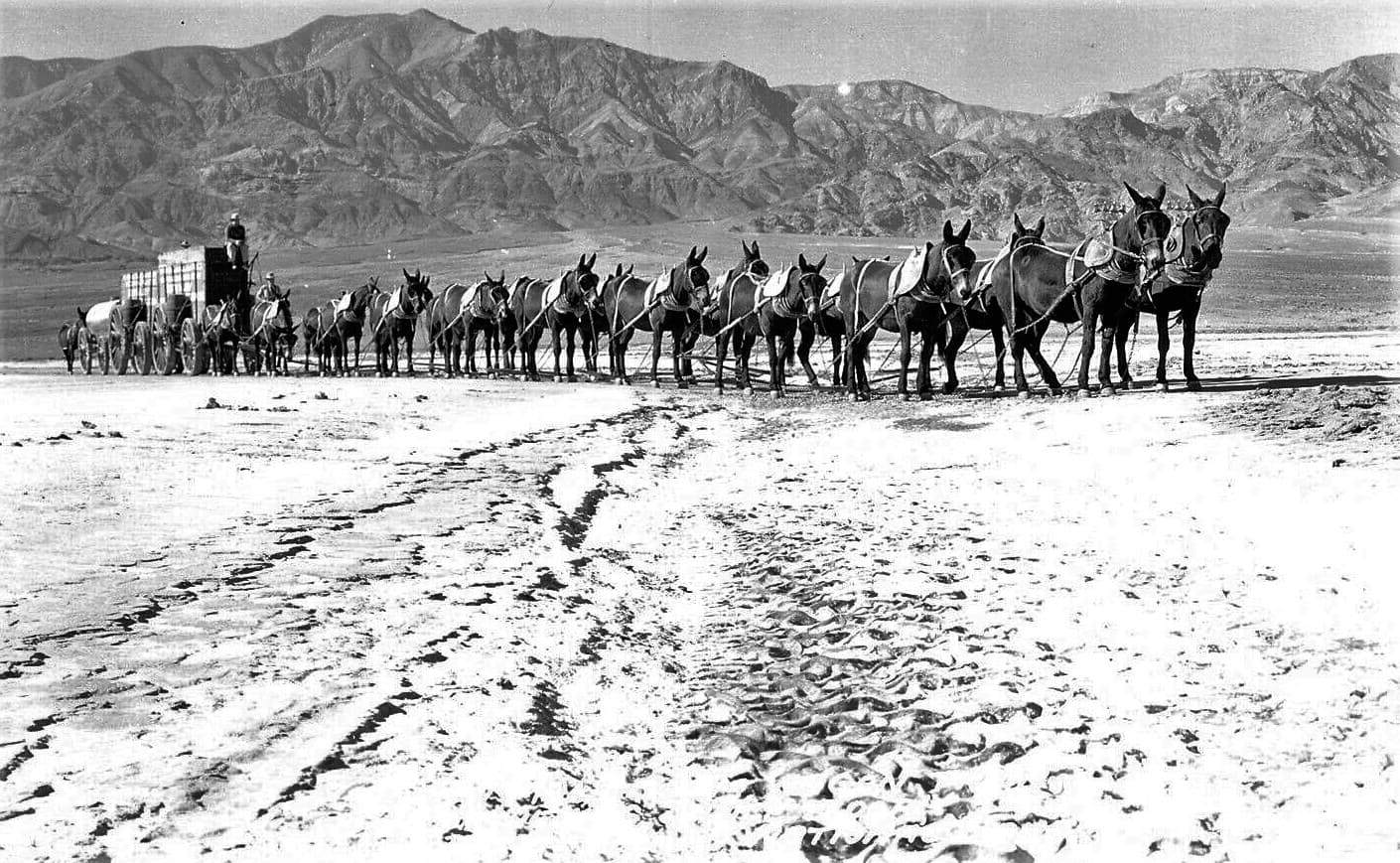
Twenty-mule team al Death Valley, Califòrnia

L'Equip de vint mules, en anglès: Twenty-mule teams van ser equips de 18 mules i vint cavalls units a un gran carró que transportava el bòrax del Death Valley des de 1883 a 1889. Viatjaven des de les mines a través del Desert de Mojave al primer ferrocarril que es trobava a 165 milles (275 km) a Mojave, Califòrnia. Les rutes eren des de Harmony i Amargosa Borax Works a Daggett, Califòrnia, i més tard de Mojave, Califòrnia. Després del tancament de Harmony i Amargosa el 1888, la ruta de l'equip de mules es va traslladar a les mines de Borate, 3 milles a l'est de Calico, San Bernardino County, Califòrnia. Van operar des de 1891 fins al 1898 quan van ser substituïdes pel ferrocarril Borate i Daggett.
Aquests vagons es trobaven entre els més grans que mai havien estat empesos per mules de càrrega, estaven diddenyats per portar 10 short tons (9 tones mètriques) de mineral de bòrax a la vegada.

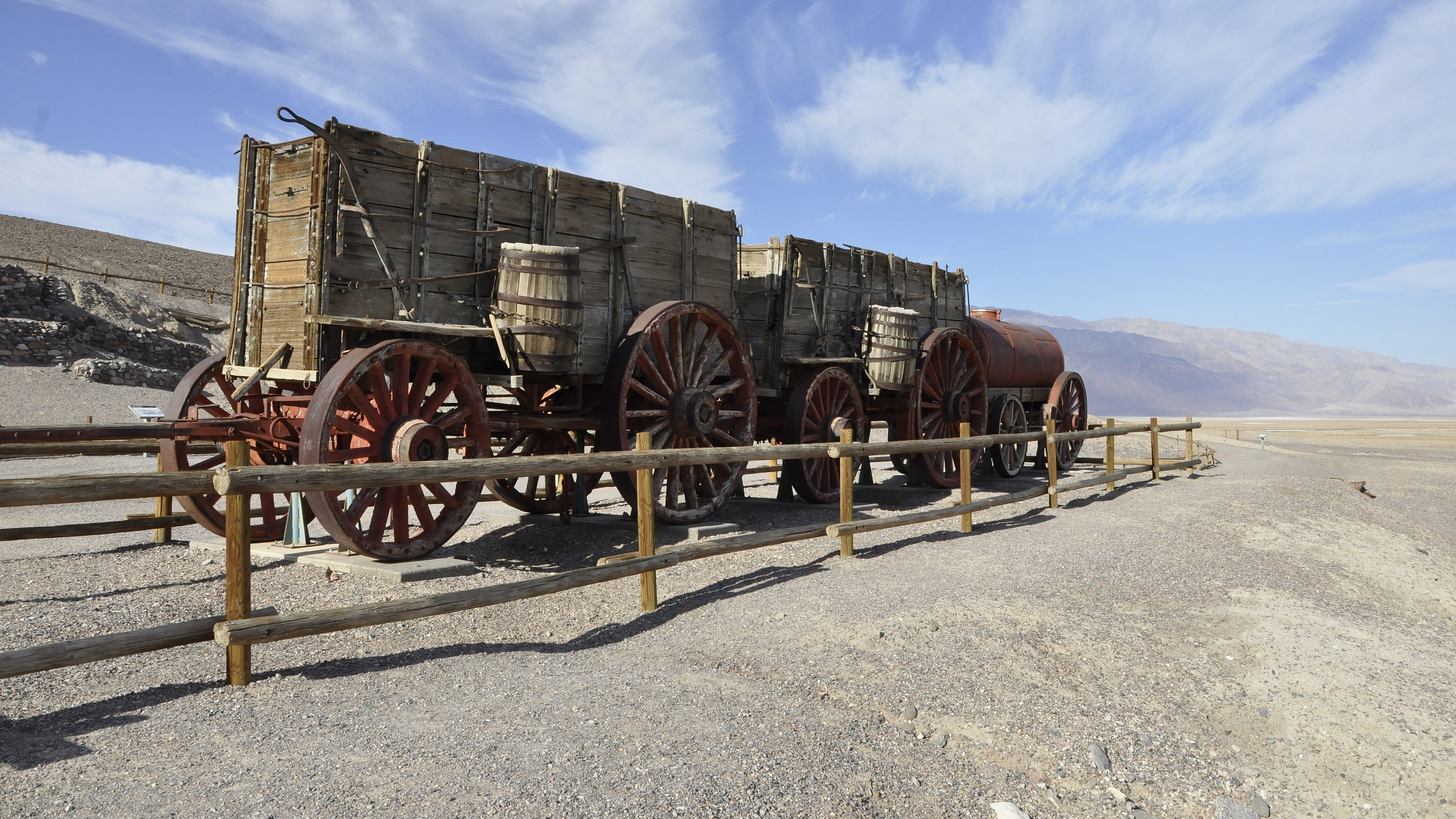
Vagons de vint mules a Death Valley, California